# Saw Delight
Saw Delight è il nono album in studio del gruppo musicale tedesco Can, pubblicato nel 1977.

## Tracce
Lato 1
1. Don't Say No – 6:36
2. Sunshine Day and Night – 5:52
3. Call Me – 5:51

Lato 2
1. Animal Waves – 15:29
2. Fly by Night – 4:08

## Formazione
- Holger Czukay – effetti, voce
- Michael Karoli – chitarra, violino, voce
- Jaki Liebezeit – batteria, voce
- Irmin Schmidt – tastiera, Alpha 77, voce
- Rosko Gee – basso, voce
- Rebop Kwaku Baah – percussioni, voce